# شون باور
شون باور (بالإنجليزية: Sean Power)‏ هو سياسي بريطاني، ولد في 1955 في ليمريك في جمهورية أيرلندا.